# The Eidolon
The Eidolon est un jeu vidéo d’aventure et de tir à la première personne développé par Lucasfilm Games et commercialisé en décembre 1985 sur Apple II, MSX, Atari 8-bit, Commodore 64, Amstrad CPC, ZX Spectrum. Le jeu se déroule dans des souterrains après que le personnage qu'il contrôle ait été téléporté dans une autre dimension après avoir découvert un étrange véhicule. Pour progresser dans les différents niveaux du jeu, le joueur doit affronter des créatures de différentes couleurs qu'il peut éliminer en leur tirant dessus avec des orbes de la couleur correspondante, chaque orbe disposant en plus de propriétés spécifiques. Il utilise un moteur graphique, développé pour Rescue on Fractalus!, utilisant des fractales.

## Accueil
| The Eidolon   |      |       |
| Média         | Nat. | Notes |
| Crash         | GB   | 76 %  |
| Sinclair User | GB   | 3/5   |
| Your Sinclair | GB   | 70 %  |
| Zzap!64       | GB   | 97%   |